# Сан Пјетро ин Каријано
Сан Пјетро ин Каријано (итал. San Pietro in Cariano) је насеље у Италији у округу Верона, региону Венето.
Према процени из 2011. у насељу је живело 6119 становника. Насеље се налази на надморској висини од 146 м.

## Становништво
Према резултатима пописа становништва 2011. у општини је живело 12.930 становника.
| 1931. | 1936. | 1951. | 1961. | 1971. | 1981. | 1991.  | 2001.  | 2011.  |
| ----- | ----- | ----- | ----- | ----- | ----- | ------ | ------ | ------ |
| 4.788 | 4.854 | 5.472 | 5.787 | 7.297 | 9.288 | 10.861 | 12.484 | 12.930 |

## Партнерски градови
- Ингелхајм на Рајни, Ludlow, Stans